# Тея і Салена
Тея і Салена — австрійський музичний дует, що складається з Теодори Шпірич і Селіни-Марії Едбауер. Представляли Австрію на пісенному конкурсі Євробачення 2023.

## Історія
Шпірич та Едбауер познайомилися у 2021 році на шоу талантів Starmania. Едбауер вилетіла у півфіналі, а Шпіріч дійшла до другого фінального шоу. Також Едбауер брала участь у сьомому сезоні «The Voice of Germany» у 2017 році. Там вона дійшла до третього туру у складі команди Саму Хабера.
31 січня 2023 року було оголошено, що дует представлятиме Австрію на пісенному конкурсі Євробачення 2023 у Ліверпулі. Обидві дівчини вже подавали заявки на конкурс у минулому: Шпірич як Теї Деві у 2020 році з піснею «Judgment Day» та Едбауер у 2019 році з піснею «Behind The Waterfall». Крім того, Шпірич брала участь у сербському колишньому відборі Beovizija того самого року з тією самою піснею, тільки на сербській мові, після того, як її не відібрало внутрішнє австрійське журі. Там вона посіла 10 місце з 12 учасників фіналу.
Реліз пісні, яка була написана для Євробачення у Чехії, запланований на 8 березня 2023. На пісенному конкурсі виступили з піснею Who The Hell Is Edgar? та зайняли 15 місце отримавши 120 балів.